# Lista rezervațiilor naturale din județul Galați
Lista rezervațiilor naturale din județul Galați cuprinde ariile protejate de interes național (rezervații naturale), aflate pe teritoriul administrativ al județului Galați, declarate prin Legea Nr. 5 din 6 martie 2000 (privind aprobarea Planului de amenajare a teritoriului național - Secțiunea a III-a - arii protejate).

## Lista ariilor protejate
| Denumirea ariei protejate           | Cod       | Localizare            | Categorie IUCN | Tip                  | Suprafață (ha) | Observații (foto) |
| ----------------------------------- | --------- | --------------------- | -------------- | -------------------- | -------------- | ----------------- |
| Balta Potcoava                      | RONPA0428 | Braniștea             | IV             | acvatic-avifaunistic | 49             |                   |
| Balta Tălăbasca                     | RONPA0429 | Tudor Vladimirescu    | IV             | acvatic-avifaunistic | 139            |                   |
| Dunele de nisip de la Hanu Conachi  | RONPA0419 | Hanu Conachi          | IV             | forestier            | 139,30         |                   |
| Lacul Pochina                       | RONPA0432 | Suceveni              | IV             | avifaunistic         | 74,80          |                   |
| Lacul Vlășcuța                      | RONPA0433 | Măstăcani             | IV             | avifaunistic         | 41,80          |                   |
| Locul fosilifer Berești             | RONPA0430 | Berești               | IV             | paleontologic        | 49             |                   |
| Locul fosilifer Rateș               | RONPA0423 | Tecuci                | IV             | paleontologic        | 1,50           |                   |
| Locul fosilifer Tirighina - Bărboși | RONPA0422 | Galați                | IV             | paleontologic        | 1              |                   |
| Lunca joasă a Prutului              | RONPA0431 | Cavadinești           | IV             | avifaunistic         | 81             |                   |
| Ostrovul Prut                       | RONPA0427 | Galați                | IV             | forestier            | 62             |                   |
| Pădurea Breana - Roșcani            | RONPA0421 | Roșcani               | IV             | forestier            | 78,30          |                   |
| Pădurea Buciumeni                   | RONPA0426 | Brăhășești, Buciumeni | IV             | forestier            | 71,20          |                   |
| Pădurea Fundeanu                    | RONPA0424 | Drăgușeni             | IV             | forestier            | 53,20          |                   |
| Pădurea Gârboavele                  | RONPA0420 | Galați                | IV             | forestier            | 230            |                   |
| Pădurea Pogănești                   | RONPA0434 | Băneasa               | IV             | forestier            | 33,50          |                   |
| Pădurea Tălășmani                   | RONPA0425 | Berești               | IV             | forestier            | 20             |                   |